# Sedov-archipel

Locatie binnen de Noordland-archipel

De Sedov-archipel (Russisch: архипелаг Седова, archipelag Sedova) is een archipel aan westzijde van de Russische archipel Noordland. De eilanden strekken zich uit in een langgerekte boogvormige slinger in de Karazee vanaf het schiereiland Commune van Parijs van het eiland Oktoberrevolutie, waarvan het wordt gescheiden door de Straat Vostotsjny. Ongeveer 25 kilometer noordelijker ligt het eiland Pionier, waarvan het wordt gescheiden door de Rode Legerstraat.
De archipel heeft een lengte van ongeveer 50 kilometer en bestaat uit zes eilanden, die grotendeels met ijs zijn overdekt en grotendeels door landengtes met elkaar zijn verbonden (alleen Strela en Domasjni liggen los). Ze werden ontdekt tijdens de expeditie van Boris Vilkitski in 1913 en in kaart gebracht tijdens de expeditie van Oesjakov en Oervantsev tussen 1930 en 1932. In 1937 werden ze tijdens een volgende expeditie op de ijsbreker Georgi Sedov vernoemd naar de Russische poolonderzoeker en oceanograaf Georgi Sedov.
Op ongeveer 35 kilometer ten zuidoosten van de archipel ligt het langwerpige geïsoleerde eiland Samojlovitsj (tot 33 meter hoog), dat vernoemd is naar poolonderzoeker Rudolf Samojlovitsj. Deze viel in 1938 in ongenade bij de sovjetautoriteiten, maar werd nadien gerehabiliteerd (in 1957). Als gevolg hiervan droeg het eiland van 1938 tot 1965 de naam Dlinny; "lang"). Aan de zuidoostelijke punt ervan bevindt zich het eilandje Plavnikovy.

## Eilanden
- Golomjanny (Голомянный; 79° 33′ NB, 90° 46′ OL) is het westelijkste eiland. Het heeft een lengte van ongeveer 6 kilometer, bij een breedte van ongeveer 1,5 kilometer (oppervlakte: ongeveer 9 km²). Het is een plateau, dat wordt doorsneden door lager gelegen delen. Het hoogste punt ligt op 26 meter. De kusten zijn steil en lopen op tot 12 meter; alleen aan westzijde lopen ze geleidelijk af naar zee. Aan oostzijde is het met een nauwe landengte verbonden met het veel grotere eiland Sredni. De bodem bestaat uit leemgronden met beginnende kalksteen en puin. Op ongeveer 2 meter diepte start de permafrost. Vegetatie is schaars en bestaat uit verspreide mossen, korstmossen, Papaver dahlianum en steenbreek.[1] Het eiland is vernoemd naar de golomjankovye; een soort Baikalvissen). In 1953 werd aan noordoostzijde, bij Kaap Promyslovy een poolstation gebouwd, dat tot op heden functioneert. Er werken ongeveer 5 mensen. Vlak bij het poolstation stroomt een klein stroompje, dat wordt gevoed door smeltende sneeuw en is afgedamd voor de drinkwatervoorziening van het poolstation.[1]
- Sredni (Средний; 79° 32′ NB, 91° 14′ OL) ligt direct ten oosten van Golomjanny en is verreweg het grootste en langste eiland met een lengte van ongeveer 25 kilometer bij een breedte die varieert tussen 1 en 1,5 kilometer. Het eiland is door een nauwe landbrug verbonden met Golomjanny. Aan zuidoostzijde is ze door een nauwe landtong verbonden met het schiereiland Otdelny. In het centrale deel van het eiland (op ongeveer 15 kilometer van het poolstation) bevindt zich de enige grenspost van de FSB van heel Noordland. Deze werd eind jaren 1950 opgezet als een tussenlandplaats voor sovjetbommenwerpers (Tu-95), om hierlangs het Amerikaanse vasteland te kunnen bereiken in het geval van oorlog. De vliegbasis heeft een ijslandingsbaan van 4000 meter en wordt nu vooral in de lente gebruikt als tussenstation voor buitenlandse toeristen naar de Noordpool.[2]
- Domasjni (Домашний; "Huiselijk"; 79° 31′ NB, 91° 6′ OL) is een eilandje ten zuidwesten van Sredni, dat ongeveer even groot is als Golomjanny. Het is van Sredni gescheiden door de Straat Sergej Kamenev. Het hoogste punt ligt op 21 meter. Op Domasjni werd in augustus 1930, tijdens de expeditie van Oesjakov en Oervantsev, een poolstation gebouwd, vanwaaruit de eilanden door hen werden gekarteerd. In 1937 werd het een permanent station, nadat een tijdelijk weerstation op Kaap Olovjanny op Oktoberrevolutie was gesloten. 1954 werd het poolstation gesloten.[3] De instrumenten werden overgeheveld naar Golomjanny, waar een jaar eerder door 11 leden van Igarstroj (op het stoomschip Kirovgrad) een nieuw poolstation was gebouwd. Na de dood van Oesjakov in 1963 werden op zijn wens zijn gecremeerde overblijfselen in een urn geplaatst in een betonnen piramide op het eiland.
- Strela (Стрела; 79° 27′ NB, 91° 47′ OL) is iets kleiner dan Domasjni en bevindt zich in het verlengde van Sredny, ten noordoosten van haar schiereiland Otdelny. Het bestaat uit een hoofdeiland met een klein schiereilandje ten zuidoosten ervan, waarmee het is verbonden door een nauwe landengte. Het hoogste punt ligt op 23 meter.
- Figoerny (фигурный; 79° 25′ NB, 92° 16′ OL) is een eiland in de vorm van een omgekeerde 'Z' ten zuidoosten van Sredni en Strela en ten westen van Vostotsjny, waarmee het door een nauwe boogvormige landengte is verbonden. Tussen Figoerny en Vostotsjny ligt de Slavnajabocht. Figoerny bevat een aantal kleine meertjes, alsook het hoogste punt van de archipel op 49 meter aan zuidoostzijde van het eiland.
- Vostotsjny (Восточный; 79° 25′ NB, 92° 54′ OL) is het oostelijkste eiland van de archipel. Het hoogste punt ligt aan westzijde op 43 meter.

## Klimaat
Op Golomjanny worden weermetingen verricht. De gemiddelde jaartemperatuur (lucht) bedraagt -14,7 °C. In juli loopt dit op tot gemiddeld +0,7 °C en in de koudste maand december koelt het af tot gemiddeld -28,4 °C. Het absolute miniumum bedraagt -55,0 °C. De gemiddelde relatieve luchtvochtigheid bedraagt 88%. De jaarlijkse neerslag bedraagt gemiddeld 247 mm. De wind komt met name uit het zuidoosten en blaast met een gemiddelde snelheid van 6,0 m/sec. Midden september raakt het eiland volledig bedekt met sneeuw en eind juni is ze weer volledig gesmolten. De zomer is koud, bewolkt en klam.
| Maand                        | jan   | feb   | mrt   | apr   | mei   | jun  | jul | aug | sep  | okt   | nov   | dec   | Jaar  |
| ---------------------------- | ----- | ----- | ----- | ----- | ----- | ---- | --- | --- | ---- | ----- | ----- | ----- | ----- |
| Gemiddelde temperatuur (°C)  | −27,9 | −28,1 | −28,1 | −21,2 | −10,3 | −1,4 | 0,7 | 0,0 | −3,3 | −12,0 | −20,7 | −24,6 | −14,7 |
|                              |       |       |       |       |       |      |     |     |      |       |       |       |       |
| Neerslag (mm)                | 11    | 11    | 11    | 7     | 13    | 13   | 27  | 28  | 23   | 18    | 12    | 12    | 186   |
| Bron: E.I. Aleksandrov et al |       |       |       |       |       |      |     |     |      |       |       |       |       |

Bolsjevik · Klein-Tajmyr · Komsomolets · Kroepskoj · Oktoberrevolutie · Pionier · Schmidt · Sedov-archipel · Starokadomski